# شتریه
شتریه (فراهان)، روستایی از توابع بخش مرکزی شهرستان فراهان در استان مرکزی ایران است.

## جمعیت
این روستا در دهستان فرمهین قرار دارد و براساس سرشماری مرکز آمار ایران در سال ۱۳۸۵، جمعیت آن ۶۲۰ نفر (۱۶۷خانوار) بوده‌است.